# Johannes Junker (Theologe)

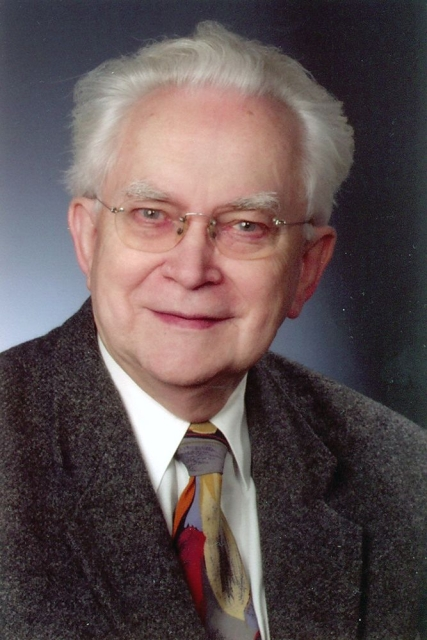
Johannes Junker (2008)

Johannes Junker (* 25. Mai 1932 in Lomnitz im Riesengebirge) ist ein deutscher lutherischer Theologe der Selbständigen Evangelisch-Lutherischen Kirche (SELK).

## Leben und Wirken
Johannes Junker wurde nach dem Schulabschluss am Missionsseminar in Bleckmar ausgebildet. Nach dem ersten theologischen Examen war er von 1955 bis 1965 als Vikar und Missionar im Dienst der Lutherischen Kirchenmission („Bleckmarer Mission“) in Südafrika tätig. Seine Ordination erfolgte nach dem zweiten theologischen Examen im Jahr 1958.
1966 kehrte er nach Deutschland zurück, um die Pfarrstelle im Pfarrbezirk Hagen (Westfalen) der altlutherischen Kirche (heute: SELK) zu übernehmen und zugleich bis 1984 als erster Geschäftsführender Kirchenrat der SELK zu fungieren. Als solcher wechselte er 1975 nach Hannover, wo  – erstmals in der Geschichte des selbstständigen Luthertums in Deutschland – ein eigenständiges Kirchenbüro mit hauptamtlichem Personal entstand, das Junker maßgeblich aufbaute und prägte. In diesem begründete er auch das Ordnungswerk der SELK. 1984 wechselte Junker in das Amt des Missionsdirektors der Lutherischen Kirchenmission der SELK, das er bis zum Eintritt in den Ruhestand 1995 innehatte.
1996 begründete Junker die theologische Fachzeitschrift Lutherische Beiträge, als deren Herausgeber er bis 2021 fungierte. Ein theologischer Schwerpunkt seiner Arbeit und Publikationen liegt in den Bereichen Gottesdienst, Liturgie und Hymnologie.
Junker war zehn Jahre Vorsitzender der Gesangbuchkommission; diese erarbeitete seinerzeit das Evangelisch-Lutherische Kirchengesangbuch der SELK in seiner ersten Fassung (erschienen 1987 in der ersten Auflage).

## Persönliches
Junker war seit 1957 bis zu deren Tod 2004 mit Sophia-Maria geb. Wischnewski verheiratet, die damals als Krankenschwester in der Mission arbeitete. Aus der Ehe gingen drei Söhne und eine Tochter hervor. In zweiter Ehe heiratete er 2006 die Pfarrerswitwe Regina Schröter. Er lebt im Ruhestand in Braunschweig.

## Auszeichnungen
1995 verliehen ihm die beiden theologischen Fakultäten der US-amerikanischen Lutherische Kirche–Missouri Synode in St. Louis und Fort Wayne (USA) theologische Ehrendoktorwürden wegen seiner Verdienste in der Missionswissenschaft.

## Veröffentlichungen

### Als Autor
- mit Werner Degenhardt: Im Zeichen des Kreuzes Christi. Studien zum Wirken von Theodor Harms. Sola-Gratia-Verlag, Rotenburg (Wümme) 2021, ISBN 978-3-948712-13-6.
- Wunden heilen – Narben bilden. Bemerkungen zur Wirkungsgeschichte von Theodor Harms. Sola-Gratia-Verlag, Rotenburg (Wümme) 2022, ISBN 978-3-948712-18-1.
- Immer wieder neue Lieder. Aus der Gesangbuchgeschichte der SELK. Sola-Gratia-Verlag, Rotenburg (Wümme) 2022, ISBN 978-3-948712-20-4.
- Herr, nun lässt du deinen Diener in Frieden fahren. Aufsätze zum lutherischen Gottesdienst. Sola-Gratia-Verlag, Rotenburg (Wümme) 2023, ISBN 978-3-948712-22-8.
- Martin Luther in Braunschweig. Sola-Gratia-Verlag, Rotenburg (Wümme) 2023, ISBN 978-3-948712-24-2.
- Immer im Riss. Erinnerungen an meinen Dienst in Kirche und Mission. Sola-Gratia-Verlag, Rotenburg (Wümme) 2023, ISBN 978-3-948712-21-1.
- Über die Verbindlichkeit der Agende, in: Lutherische Beiträge 29 (2024), S. 45–50. ISSN 0949-880X.

### Als Herausgeber
- Luther heute – Bei Gott ist viel mehr Gnade. Verlag der Lutherischen Buchhandlung Harms, Groß Oesingen 1983, ISBN 978-3-922534-25-9.
- Geblieben ist, was lebt und trägt. Stimmen aus der Evangelisch-lutherischen Kirche Lettlands (= Lutherische Beiträge, Beiheft 2). 2000, ISBN 3-86147-204-X.
- mit Reijo Arkkila: Nacht und neuer Morgen. Die Evangelisch-Lutherische Kirche von Ingrien in Rußland (= Lutherische Beiträge, Beiheft 4). 2001, ISBN 3-86147-226-0.
- mit Michael Salzmann: Ich will hintreten zum Altar Gottes. Festschrift zum 80. Geburtstag von Hans-Heinrich Salzmann. Freimund-Verlag, Neuendettelsau 2003, ISBN 978-3-86540-240-0.
- mit Werner Degenhardt: Theodor Harms. Ein Leben für Gottesdienst und Kirchenmusik (= Lutherische Beiträge, Beiheft 8). 2018, ISBN 978-3-937301-90-7.